# 伊布斯河谷山

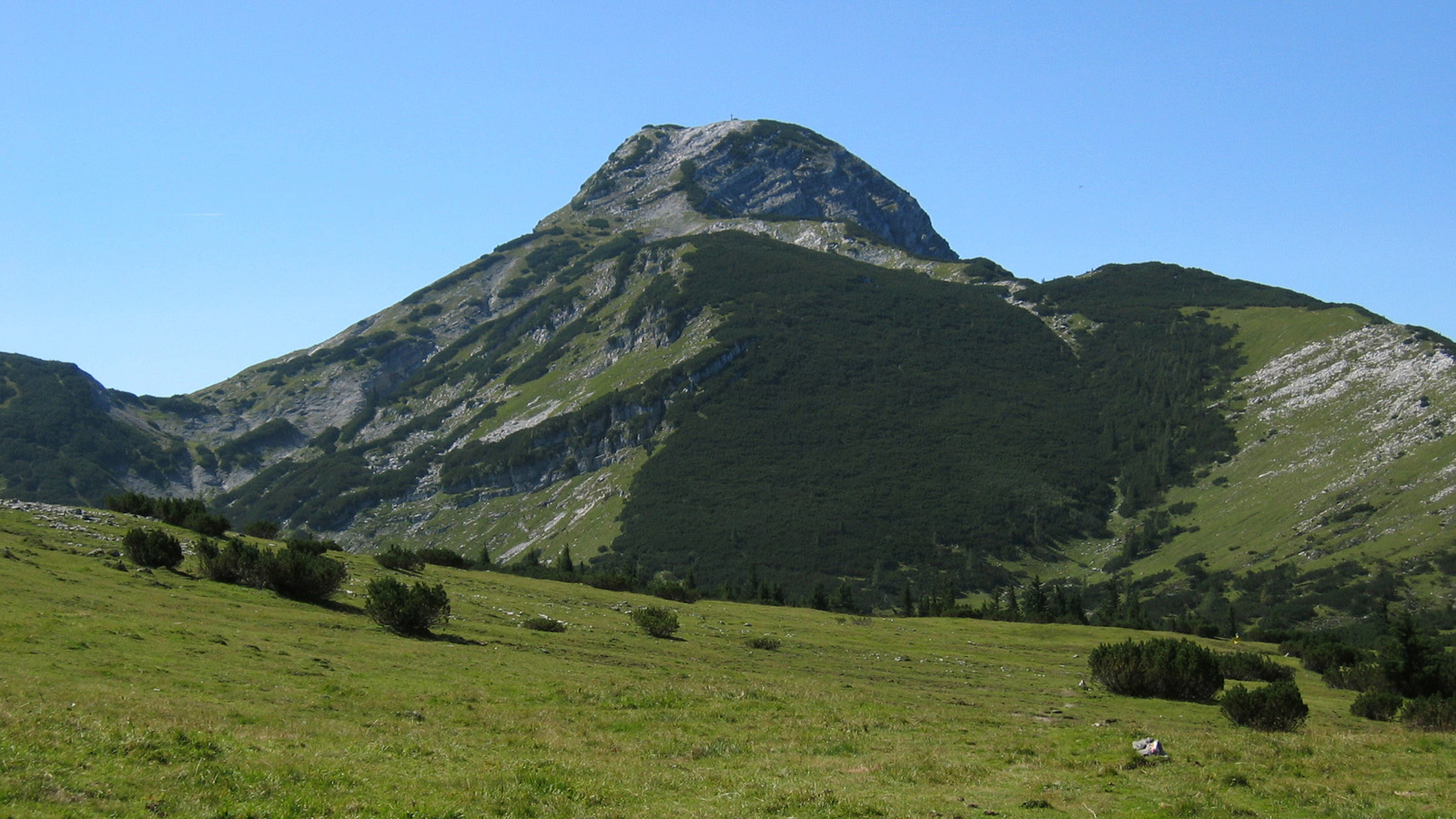

伊布斯河谷山（德語：Ybbstaler Alpen）是奧地利的山脈，是北石灰岩山脉的一部分，橫跨上奧地利、下奧地利州和施泰爾馬克州，最高點海拔高度1,919米。
47°41′07″N 15°04′29″E / 47.68528°N 15.07472°E